# Carlheinz Neumann
Carlheinz Neumann   (Berlín, 27 de novembre de 1905 - Berlín, 19 de maig de 1983) va ser un remer alemany que va competir durant el segon quart del segle xx.
El 1932 va prendre part en els Jocs Olímpics de Los Angeles, on guanyà la medalla d'or en la competició del quatre amb timoner del programa de rem. N'era el timoner. Formà equip amb Hans Eller, Horst Hoeck, Walter Meyer i Joachim Spremberg.
En el seu palmarès també destaquen dues medalles al Campionat d'Europa de rem, una d'or i una de plata.